# Nic Pizzolatto
Nic Pizzolatto (New Orleans, 21 settembre 1975) è uno scrittore, sceneggiatore, produttore televisivo e regista statunitense.

## Biografia
Nic Pizzolatto è un romanziere, sceneggiatore e produttore televisivo statunitense di origine italiana, nato a New Orleans, in Louisiana. Autore di due libri, ha insegnato fiction e letteratura presso l'Università della Carolina del Nord a Chapel Hill, all'Università di Chicago, e alla DePauw University prima di lasciare il mondo accademico nel 2010. Il suo primo romanzo, Galveston, è stato pubblicato da Scribner nel giugno del 2010. È stato tradotto e pubblicato in Francia da Editions Belfond e in Italia da Mondadori, nella collana Strade Blu.
Nel 2012 ha creato una serie originale televisiva chiamata True Detective, che è stata venduta a HBO e di cui sono state completate le riprese nel giugno 2013, con Pizzolatto nei ruoli di produttore esecutivo, scrittore e showrunner. La serie, che narra, con toni molto forti e realistici, le vicende di due poliziotti (Matthew McConaughey e Woody Harrelson) a caccia di un serial killer che si pensava morto, ma che invece è ancora in attività, è stata vista in America da 11.9 milioni di spettatori per episodio, dato che la rende la serie più seguita, al suo primo anno di messa in onda, della storia della tv via cavo HBO. Tra gli altri progetti cinematografici, ha scritto un remake del film del 1960 I magnifici sette per la MGM.

## Premi
I primi due racconti sono stati venduti simultaneamente all'Atlantic Monthly. La raccolta di racconti brevi Tra qui e il Mar Giallo è stata nominata nel 2006 per il Frank O'Connor International Short Story Award e premiata come una dei primi cinque migliori debutti dell'anno, da Poets & Writers Magazine. Pizzolatto è stato finalista al National Magazine Award per la narrativa nel 2004. Ha ricevuto una menzione d'onore al Premio Bancarella, e la sua storia Wanted Man è inclusa tra le Best American Mystery Stories del 2009.
Galveston ha vinto il terzo premio nel 2010 al Barnes and Noble Discovery Award, ed è stato finalista per il 2010 del Edgar Award per il miglior romanzo. Ha vinto anche lo Spur Award 2011 per il miglior romanzo d'esordio. In Francia Galveston ha vinto il Prix du Premier Roman étranger conferito dall'Accademia di Francia.

## Opere letterarie
- Tra qui e il Mar Giallo (racconti), MacAdam/Cage, maggio, 2006
- Galveston, Scribner, giugno, 2010 - Edizione italiana Mondadori, Strade blu, 2010

## Filmografia

### Sceneggiatore

#### Cinema
- I magnifici 7 (The Magnificent Seven), regia di Antoine Fuqua (2016)
- Galveston, regia di Mélanie Laurent (2018) (sotto lo pseudonimo di Jim Hammett)
- The Guilty, regia di Antoine Fuqua (2021)

#### Televisione
- The Killing – serie TV, 2 episodi (2011-2014)
- True Detective – serie TV (2014 – 2019)

### Regista

#### Televisione
- True Detective – serie TV (2019)

### Produttore
- True Detective – serie TV (2014 – in produzione)